# ویتسبرگ
ویتسبرگ (به آلمانی: Voitsberg District) یک ناحیه در اتریش است که در اشتایرمارک واقع شده‌است. ویتسبرگ ۵۳٬۵۸۸ نفر جمعیت دارد.